# Tandja Mamadou
El coronel Tandja Mamadou (ful: Mamadou Tandja)  (Maïné-Soroa, 20 de juliol de 1938 - Niamey, 24 de novembre de 2020) fou un polític nigerí i president entre 1999 i 2010. El seu nom a vegades és escrit "Mamadou Tandja" (ja que Mamadou és el nom i Tandja el cognom), però no és la forma que usa el ministeri d'afers exteriors nigerí.
Tandja va participar el 1974 en el cop d'estat que va dur Seyni Kountche al poder, i les subseqüents posicions de força sota el mandat de Kountche incloent la de ministre d'interior. El 1991, Tandja va derrotar Adamou Djermakoye en una comtessa per esdevenir líder del Moviment Nacional per a la Societat de Desenvolupament (Mouvement National pour la Societé de Développement) (MNSD), el partit que manava. Tandja va concórrer en les eleccions a president del 1993, obtenint la primera posició a la primera volta del febrer amb el 34,22% dels vots, però després perdent contra Mahamane Ousmane a la segona volta del març, obtenint un 45,58% dels vots. Ousmane va ser posteriorment derrocat en un cop militar liderat per Ibrahim Baré Maïnassara el 27 de gener del 1996, i es varen convocar noves eleccions per als dies 7 i 8 de juliol del 1996 en les que Tandja hi va tornar a concórrer; aquest cop va obtenir la tercera posició amb el 15,65% dels vots per darrere de Maïnassara amb el 52% i Ousmane amb el 20%. El segon dia de les eleccions va ser detingut sota arrest domiciliari durant dues setmanes juntament amb els altres tres candidats de l'oposició.
L'abril del 1999, Maïnassara va ser assassinat i un nou govern militar va prendre el poder. Aquesta junta va prometre un retorn a la democràcia al cap de l'any, i les eleccions es varen produir entre l'octubre i el novembre. Tandja va guanyar aquestes eleccions aconseguint una primera posició amb el 32% dels vots a la primera volta i el 60% a la segona, derrotant a Mahamadou Issoufou. El seu partit també guanyà la majoria d'escons en les eleccions parlamentàries del novembre. Tandja va prendre el govern el 22 de desembre del 1999. Va col·locar a Hama Amadou com a primer ministre el gener del 2000.
El Níger estava fortament endeutat i no rebia ajuda foranes des del cop d'estat del 1996 i les conseqüents suspencions de les institucions democràtiques. Tandja es va centrar en el desenvolupament econòmic, negociant amb el servei civil unions amb els donadors estrangers. Molts no varen aprovar les mesures de Tandja de reduir la despesa governamental. El 2001, estudiants de la Universitat de Niamey encapçalaren protestes violentes contra la reducció dels serveis del govern. El 31 de juliol del 2002, alguns soldats de Diffa varen començar un motí exigint un pagament i millores en les condicions de vida; això es va estendre ràpidament a Niamey en uns pocs dies. Els lleials al govern varen derrotar els amotinats i restaurar la pau el 9 d'agost, però Tandja va haver de viure un foc polític degut als decrets que bloquejaven la comunicació sobre la rebel·lió.
Es va presentar a la reelecció del novembre del 2004. A la primera volta va obtenir un 40,7% dels sufragis amb la resta de vots essent repartits entre els cinc oponents. Com en el 1999, Mahamadou Issoufou va obtenir la segona plaça de manera que hi va haver de competir en la segona volta del desembre. Va ser reelegit amb el 65,5% dels vots, obtenint Issoufou el restant 34,5%.